# すずなみ (護衛艦)
すずなみ（ローマ字：JS Suzunami, DD-114）は、海上自衛隊の護衛艦。たかなみ型護衛艦の5番艦。艦名は「澄んで清い波」に由来し、この名を受け継ぐ日本の艦艇としては、旧海軍の夕雲型駆逐艦「涼波」に続き2代目。
本記事は、本艦の艦暦について主に取り扱っているため、性能や装備等の概要についてはたかなみ型護衛艦を参照されたい。

## 艦歴
「すずなみ」は、中期防衛力整備計画に基づく平成13年度計画4,600トン護衛艦2243号艦として、IHIMU横浜工場で2003年9月24日に起工され、2004年8月26日に進水、2006年2月16日に就役し、第3護衛隊群第3護衛隊に編入され舞鶴に配備された。
2007年3月14日、テロ対策特別措置法に基づき、補給艦「はまな」とともにインド洋に派遣、同年7月まで任務に従事し、8月27日に帰国した。
2008年3月26日、護衛隊改編により第1護衛隊群第5護衛隊に編入された。
2009年7月21日、新テロ特措法に基づき、第6次派遣海上補給支援部隊として補給艦「おうみ」とともにインド洋に派遣され、任務を終え同年12月24日に帰港する。
2010年4月8日、東シナ海中部で5隻からなる中国人民解放軍海軍の艦隊を監視中、同国の艦載ヘリが「すずなみ」に水平距離90m、高度差30mにまで異常接近した。これを受け4月12日、外務省は東京にある中国大使館に事実確認と再発防止を申し入れた。
2011年8月1日、編成替えにより第3護衛隊群第3護衛隊に編入され、定係港も大湊に転籍。
2012年12月18日、第14次派遣海賊対処行動水上部隊としてソマリア沖・アデン湾に向けて大湊から出航し、任務を終え2013年6月10日に帰港した。
2015年10月23日、護衛艦「まきなみ」とともに第23次派遣海賊対処行動水上部隊として大湊から出航し、任務を終え2016年5月8日に帰港した。
2016年10月11日、第3護衛隊群第7護衛隊に編入。定係港は変わらず。
2018年4月27日と28日、関東南方海域において補給艦「ときわ」、P-3C及び潜水艦とともに英海軍との共同訓練に参加する。主要訓練項目は対潜戦訓練、模擬洋上給油訓練、航空機相互発着艦訓練、戦術運動等。英海軍からはフリゲート「サザーランド」が参加した。
同年6月8日から16日までの間、グアム島及び同島周辺海空域において実施される日米印共同訓練（マラバール2018）に参加した。参加部隊は「すずなみ」の他、護衛艦「いせ」、「ふゆづき」、搭載航空機5機、潜水艦「そうりゅう」、P-1哨戒機2機。
また、6月16日から23日にかけて、グアム周辺から沖縄南方に至る海空域で「ふゆづき」とともに米海軍と共同巡航訓練を実施した。米海軍からは空母「ロナルド・レーガン」ほか、艦艇数隻が参加。
2019年6月10日から15日にかけてロシア連邦を訪問し、ウラジオストク港及びウラジオストク周辺海空域において実施される日露捜索・救難共同訓練に参加する。ロシア海軍からは駆逐艦「アドミラル・パンテレーエフ」他、艦艇数隻が参加し、捜索・救難訓練、船内捜索訓練、通信訓練等を実施する。 
2020年2月29日から3月5日にかけて護衛艦「さわぎり」とともに関東南方からグアム北方に至る海空域において米海軍と共同訓練を実施する。米海軍からは巡洋艦「アンティータム」、「シャイロー」、駆逐艦「バリー」、「マスティン」が参加し、各種戦術訓練を実施する。
2020年12月20日、中東地域における日本関係船舶の安全確保に必要な情報収集活動の第4次派遣情報収集活動水上部隊として大湊基地から出港し、新型コロナウイルス感染症拡大の状況を踏まえ、日本近海において14日間にわたり訓練等を行い乗組員の健康観察を実施した上で、中東方面に向け進出した。
翌2021年1月20日、3次隊の護衛艦「むらさめ」から情報収集活動の任務を引き継いだ。同年2月11日から2月16日にかけて、アラビア海北部の海空域においてパキスタン海軍主催多国間共同訓練AMAN21に参加した。主要訓練項目は捜索救難訓練、戦術運動、国際観艦式等。
同年5月に第5次派遣情報収集活動水上部隊の護衛艦「あきづき」に任務を引き継ぎ、6月14日に帰港した。
2024年1月、令和6年能登半島地震に対し災害派遣。艦載機による物資輸送等を実施。
2025年6月12日、令和7年度インド太平洋方面派遣（IPD25）第3水上部隊として大湊基地から出港した。同月21日、第3水上部隊を編成する「いせ」とともにフィリピンのマニラ港に入港した。同年7月13日から同年8月4日まで豪州及び同周辺海空域において実施される米豪主催多国間共同訓練タリスマン・セイバー２５に「いせ」及びIPD25第2水上部隊の「おおすみ」とともに参加する。同年8月7日、8日にニュージーランド西方海域においてニュージーランド海軍多用途船「カンタベリー」と日新親善訓練を実施した。訓練後の8日には「いせ」とともにニュージーランドの首都ウェリントンに入港した。ニュージーランドに日本の戦闘艦艇が寄港するのは50年ぶり。
現在は、第3護衛隊群第7護衛隊に所属し、定係港は大湊である。 

### 歴代艦長
| 代 | 氏名     | 在任期間              | 出身校・期 | 前職                                 | 後職                               | 備考                 |
| -- | -------- | --------------------- | ---------- | ------------------------------------ | ---------------------------------- | -------------------- |
| 01 | 鍛治次郎 | 2006.2.16 - 2007.9.2  | 防大26期   | すずなみ艤装員長                     | 横須賀海上訓練指導隊               |                      |
| 02 | 清水信勝 | 2007.9.3 - 2010.3.24  | 防大24期   | 大湊海上訓練指導隊砲雷科長           | 稚内基地分遣隊長                   |                      |
| 03 | 菅原浩二 | 2010.3.25 - 2011.7.25 | 防大27期   | おおすみ副長                         | 横須賀海上訓練指導隊 船務航海科長  |                      |
| 04 | 宮田敏邦 | 2011.7.26 - 2013.6.16 | 防大29期   | 横須賀海上訓練指導隊船務航海科長     | 舞鶴海上訓練指導隊副長 兼 指導部長 |                      |
| 05 | 上羽直樹 | 2013.6.17 - 2014.5.28 | 防大31期   | 舞鶴海上訓練指導隊船務航海科長       | 海上幕僚監部副監察官               |                      |
| 06 | 工藤正徳 | 2014.5.29 - 2015.8.2  | 防大39期   | 護衛艦隊司令部                       | 海上自衛隊幹部学校付               | 2015.1.1 1等海佐昇任 |
| 07 | 雨宮正宣 | 2015.8.3 - 2016.7.31  |            | とわだ副長                           | 統合幕僚監部運用部 運用第1課勤務   | 2016.7.1 1等海佐昇任 |
| 08 | 藤本雄司 | 2016.8.1 - 2018.8.9   | 防大40期   | あしがら砲雷長                       | 海上幕僚監部防衛部装備体系課       |                      |
| 09 | 佐藤 剛  | 2018.8.10 - 2019.7.28 |            | 統合幕僚監部運用部運用第1課          | 護衛艦隊司令部勤務                 |                      |
| 10 | 岩井忠史 | 2019.7.29 - 2020.8.2  |            | ひゅうが船務長 兼 副長               | 海上自衛隊幹部学校付               | 2020.7.1 1等海佐昇任 |
| 11 | 山口 達  | 2020.8.3 - 2021.7.20  | 防大47期   | 護衛艦隊司令部幕僚 兼 自衛艦隊司令部 | 自衛艦隊司令部                     |                      |
| 12 | 髙田康弘 | 2021.7.21 - 2022.9.29 |            | 第2護衛隊群司令部幕僚                | 海上幕僚監部防衛部防衛課           |                      |
| 13 | 横山雅芳 | 2022.9.30 - 2023.10.1 |            | 護衛艦隊司令部                       | 海上幕僚監部防衛部運用支援課勤務   | 2023.7.1 1等海佐昇任 |
| 14 | 木下 優  | 2023.10.2 - 2025.5.14 |            |                                      |                                    |                      |
| 15 | 東川哲也 | 2025.5.15 -           |            |                                      |                                    |                      |

## ギャラリー

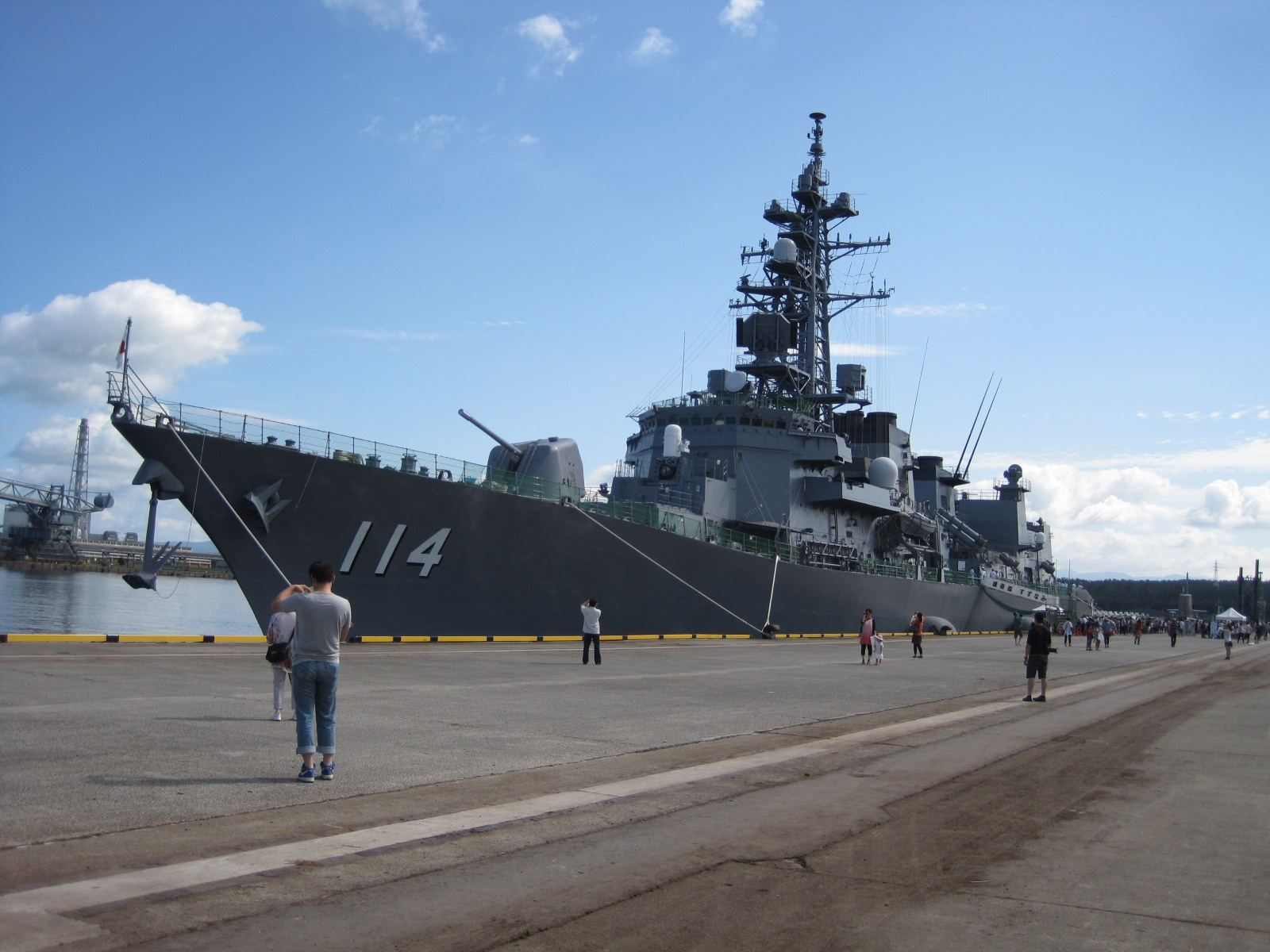
酒田港にて
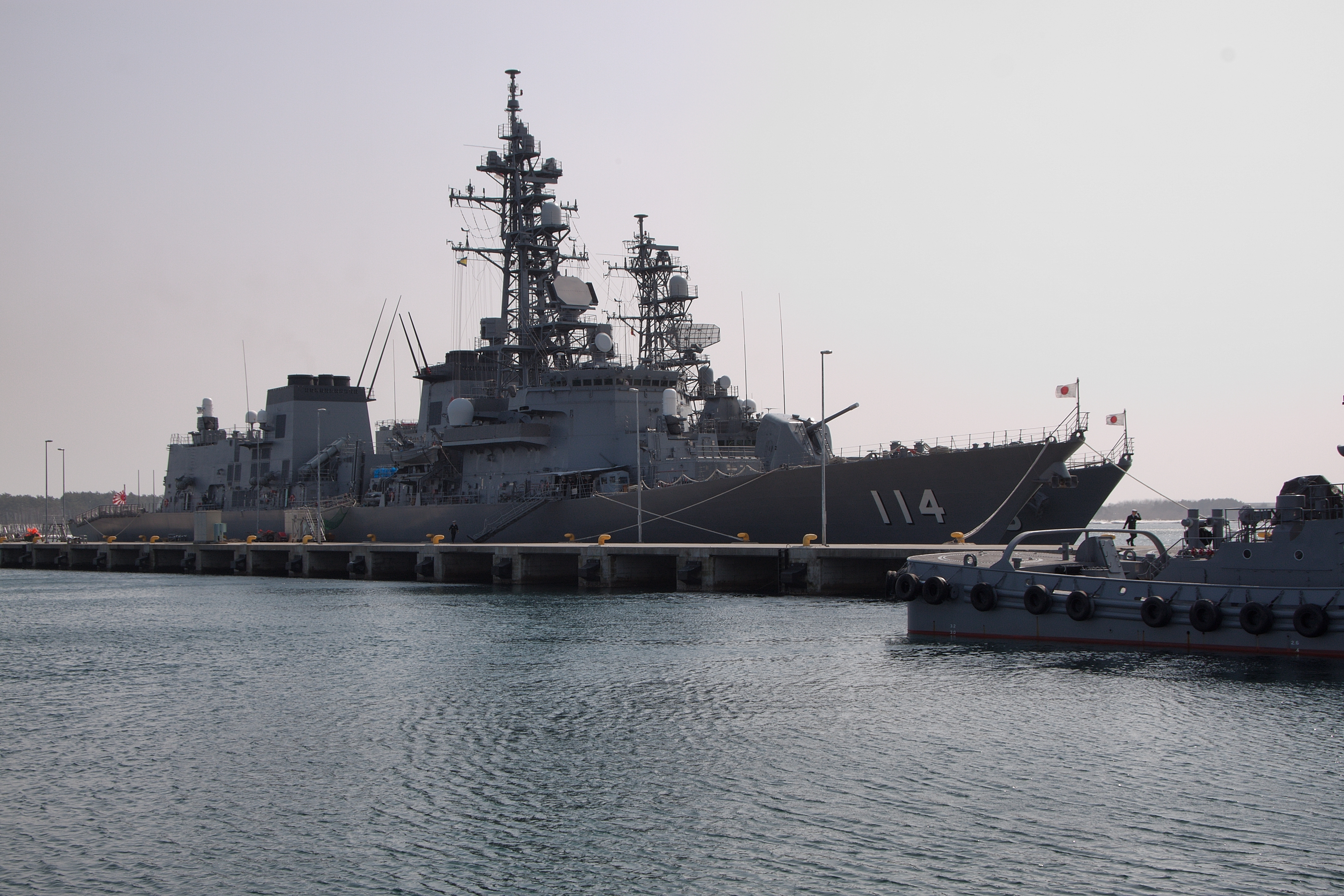
大湊・第1突堤にて
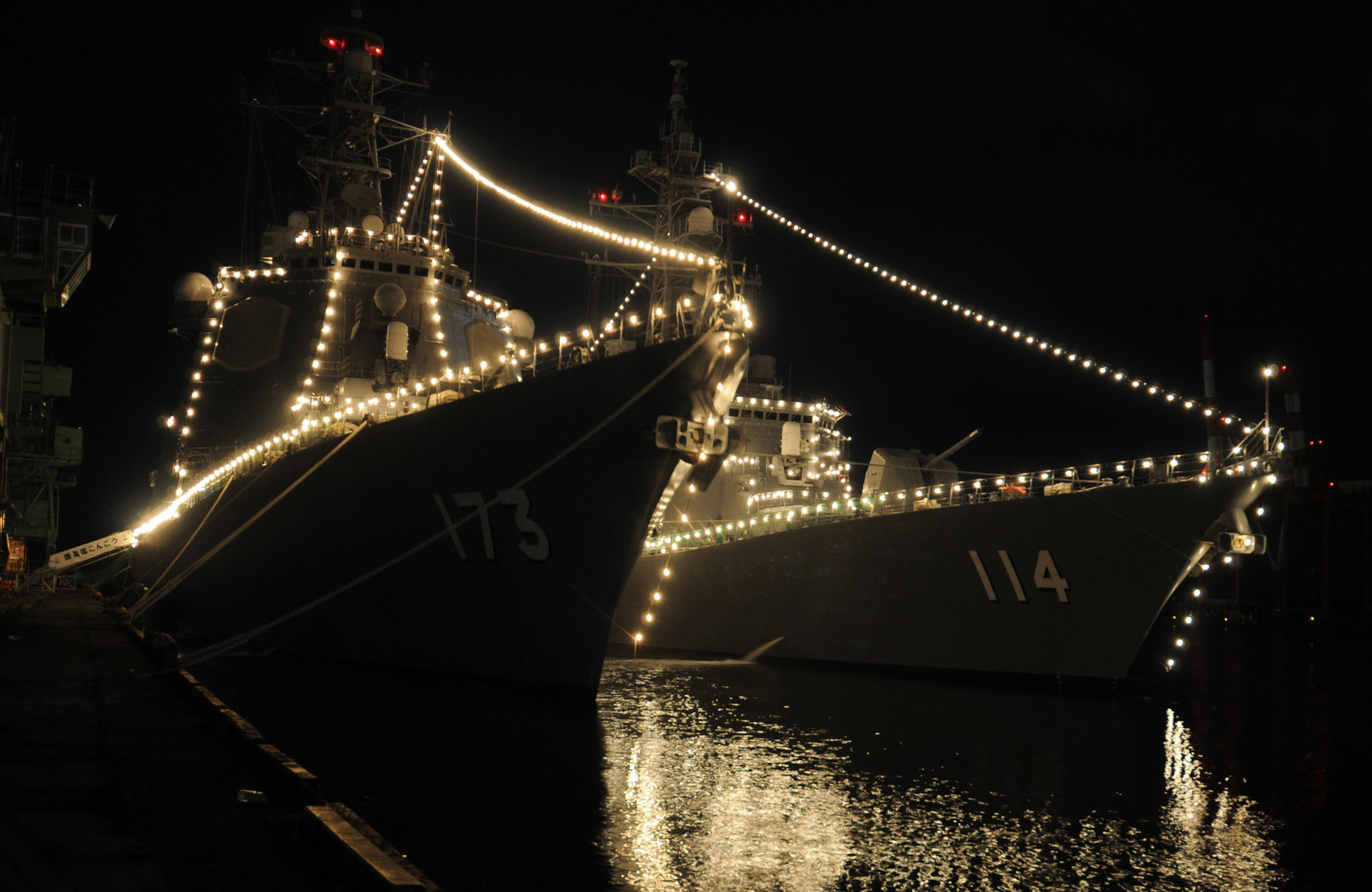
ライトアップされるすずなみとこんごう（2010年7月23日、仙台港）
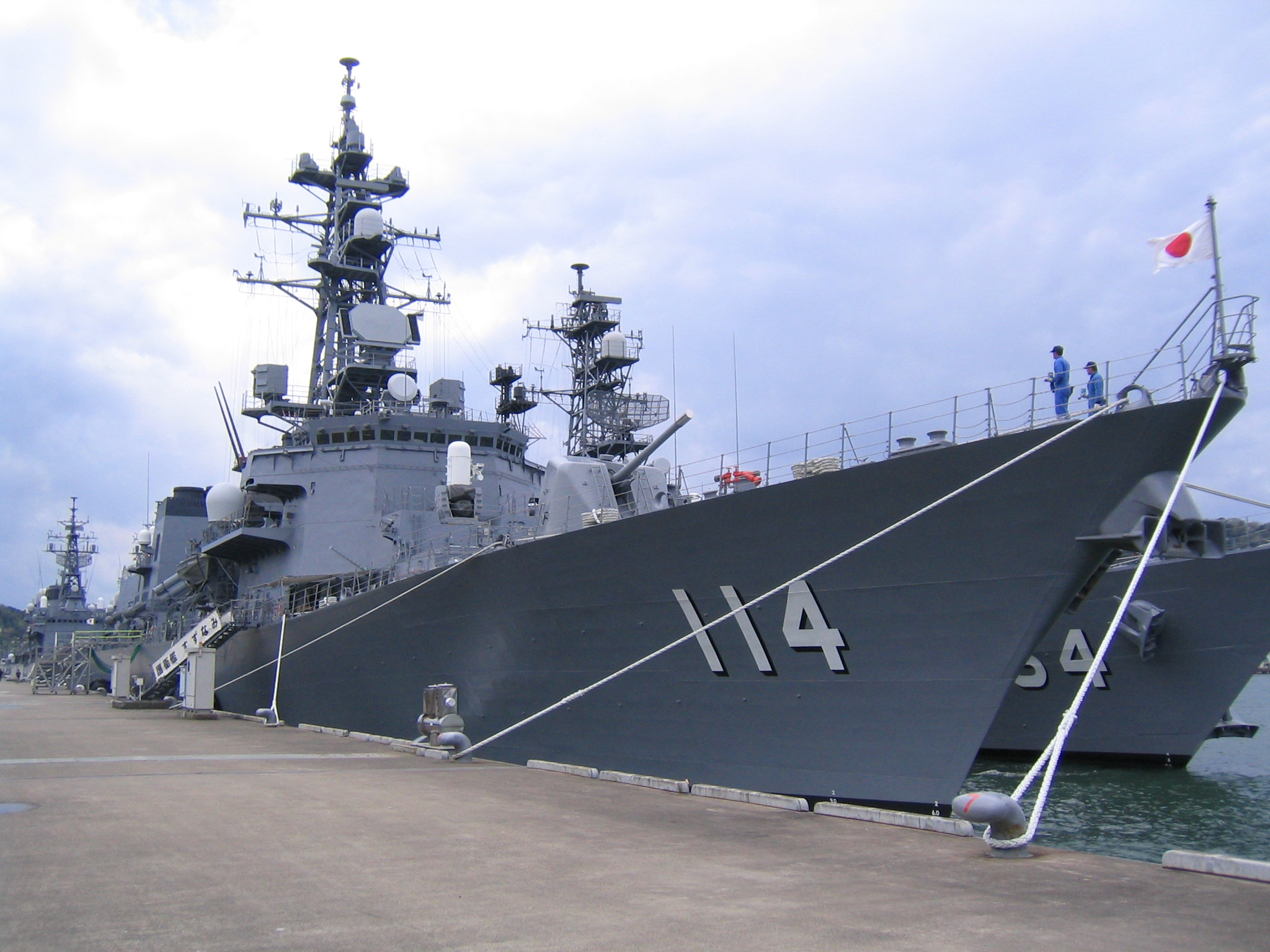
舞鶴基地にて
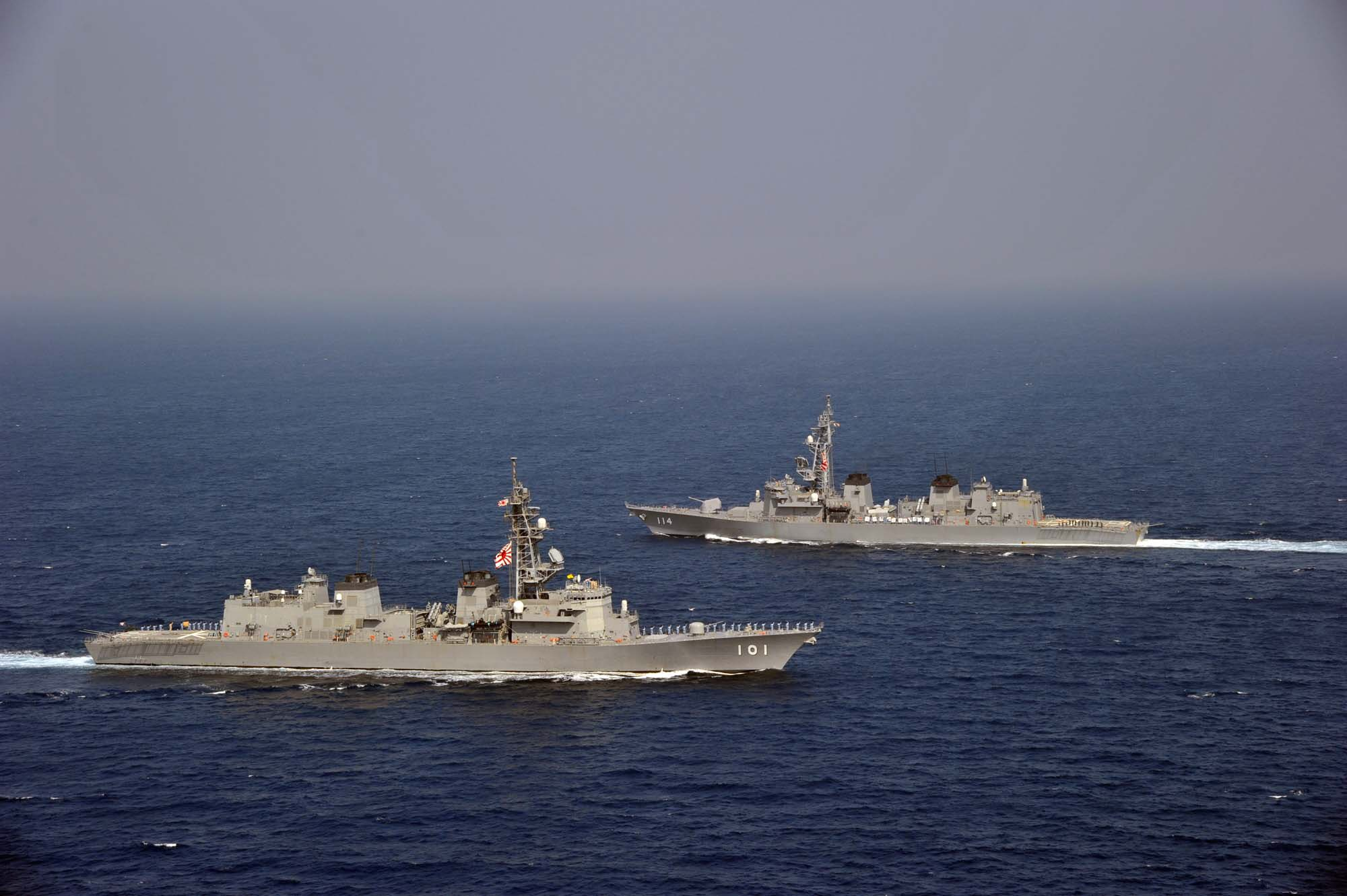
派遣情報収集活動水上部隊の交代シーン（3次隊むらさめから）
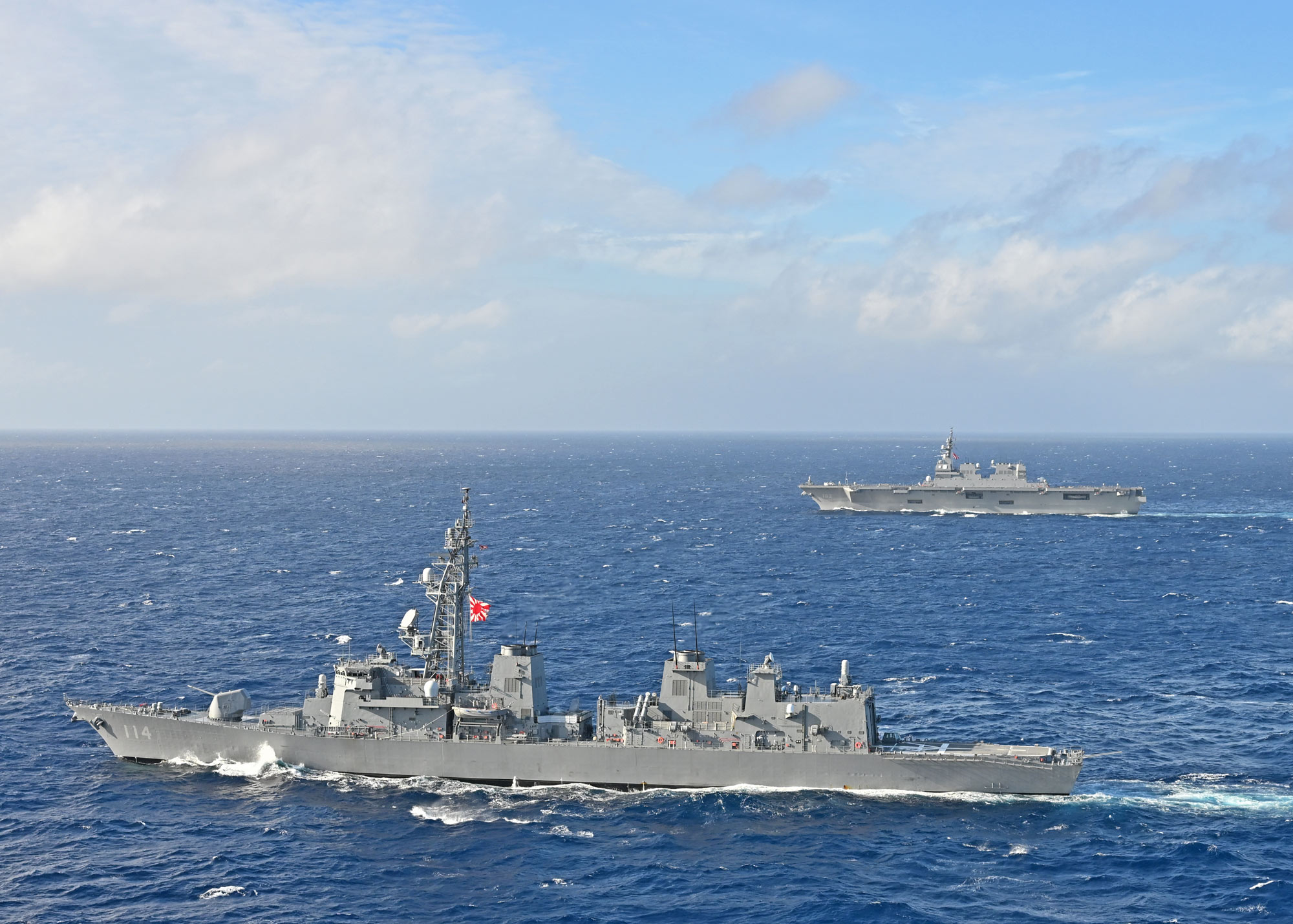
「すずなみ」と「いせ」（奥）
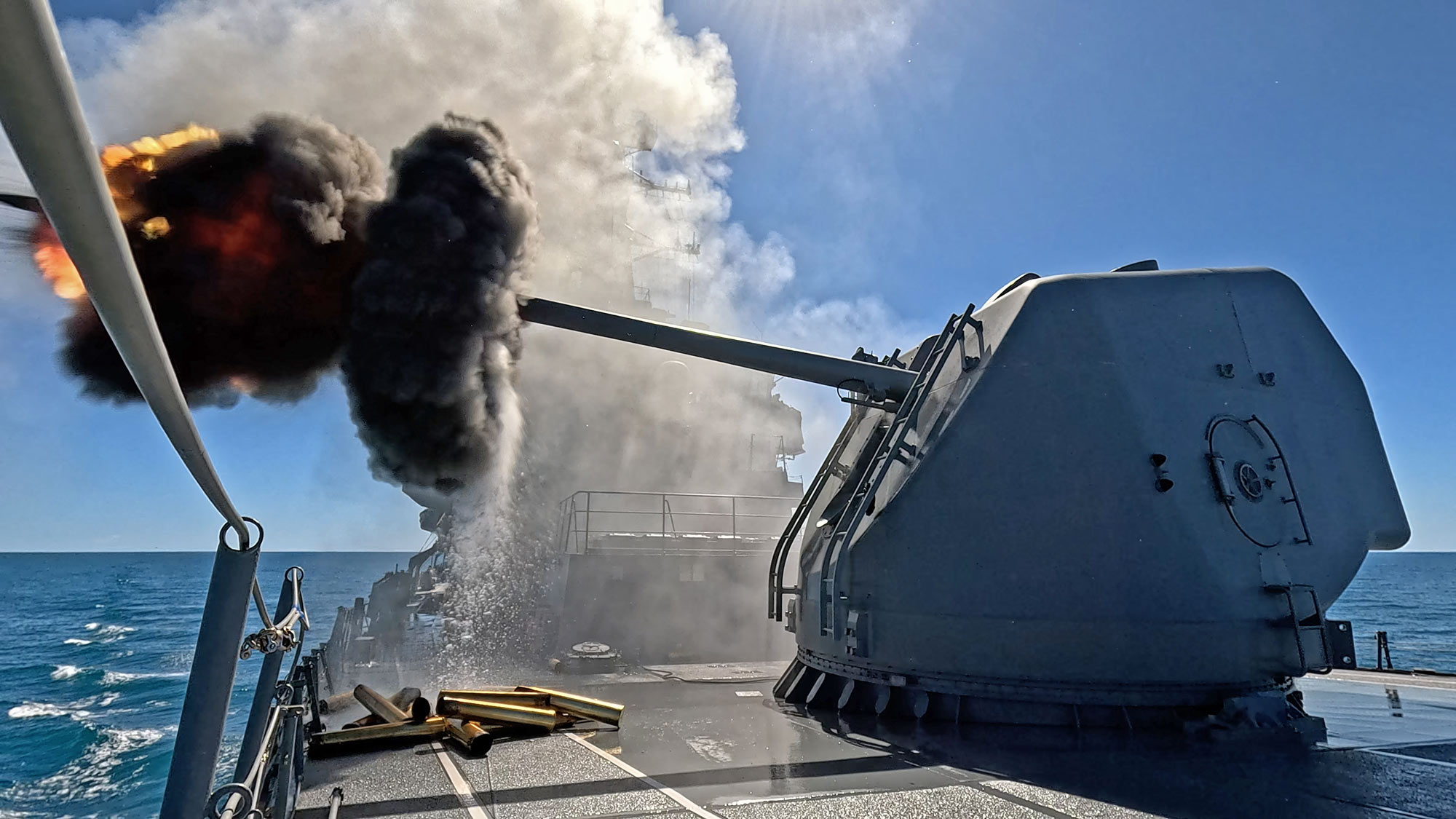
127ミリ砲射撃